# فردی گودوین (بازیکن فوتبال، زاده۱۹۴۴)
فردی گودوین (انگلیسی: Freddie Goodwin; ۴ ژانویهٔ ۱۹۴۴ ) بازیکن فوتبال اهل بریتانیا بود.
از باشگاه‌هایی که در آن بازی کرده‌است می‌توان به باشگاه فوتبال بلکبرن روورز، باشگاه فوتبال مکلسفیلد تاون، باشگاه فوتبال استوک‌پورت کانتی، باشگاه فوتبال نیو میلز، باشگاه فوتبال ولورهمپتون واندررز، باشگاه فوتبال اشتون یونایتد، باشگاه فوتبال استالی‌بریج سلتیک، باشگاه فوتبال ساوتپورت و باشگاه فوتبال پورت ویل اشاره کرد.